# Калибровочные бозоны
Калибровочные бозоны — бозоны, которые действуют как переносчики фундаментальных взаимодействий. Точнее, элементарные частицы, взаимодействия которых описываются калибровочной теорией, оказывают действие друг на друга при помощи обмена калибровочными бозонами, обычно как виртуальными частицами.

## Калибровочные бозоны в рамках Стандартной модели
В Стандартной модели существует три типа калибровочных бозонов: фотоны, W- и Z-бозоны и глюоны. Каждый тип соответствует одному из трех описываемых в рамках Стандартной модели взаимодействий: фотоны — калибровочные бозоны электромагнитного взаимодействия, W- и Z-бозоны переносят слабое взаимодействие, а глюоны переносят сильное взаимодействие. Из-за конфайнмента изолированные глюоны не появляются при низких энергиях. Впрочем, при низких энергиях возможно наблюдение массивных глюболов, существование которых на 2010 год экспериментально не подтверждено.

### Количество калибровочных бозонов
В квантовой калибровочной теории калибровочные бозоны являются квантами калибровочных полей. Следовательно, калибровочных бозонов существует столько же, сколько калибровочных полей. В квантовой электродинамике калибровочная группа — U(1); в этом простейшем случае всего один калибровочный бозон. В квантовой хромодинамике более сложная группа SU(3) имеет 8 генераторов, что соответствует 8 глюонам. Два W-бозона и один Z-бозон соответствуют, грубо говоря, трем генераторам SU(2) в теории электрослабого взаимодействия.

### Массивные калибровочные бозоны
По техническим причинам, включая калибровочную инвариантность, которая в свою очередь нужна для перенормируемости, калибровочные бозоны математически описываются уравнениями поля для безмассовых частиц. Следовательно, на наивном теоретическом уровне восприятия все калибровочные бозоны должны быть безмассовыми, а взаимодействия, которые они описывают, должны быть дальнодействующими. Конфликт между этой идеей и экспериментальным фактом, что слабое взаимодействие имеет очень малый радиус действия, требует дальнейшего теоретического исследования.
По Стандартной модели W- и Z-бозоны получают массу через механизм Хиггса. В механизме Хиггса четыре калибровочных бозона (SU(2) Х U(1) симметрии) электрослабого взаимодействия соединяются в поле Хиггса. Это поле подвержено спонтанному нарушению симметрии из-за формы его потенциала взаимодействия. В результате через Вселенную проходит ненулевой конденсат поля Хиггса. Этот конденсат соединяется с тремя калибровочными бозонами электрослабого взаимодействия (W± и Z), сообщая им массу; оставшийся калибровочный бозон остается безмассовым (фотон). Эта теория также предсказывает существование скалярного бозона Хиггса, который был открыт на БАК в 2012 году.

## За рамками Стандартной модели

### Теории великого объединения
В теориях великого объединения (ТВО) появляются дополнительные калибровочные X- и Y-бозоны. Они управляют взаимодействиями между кварками и лептонами, нарушая закон сохранения барионного числа и вызывая распад протона. Эти бозоны имеют огромную по квантовым меркам массу (возможно, даже большую, чем W- и Z-бозоны) из-за нарушения симметрии. До сих пор не получено ни одного экспериментального подтверждения существования этих бозонов (например, в серии наблюдений за распадами протонов на японской установке SuperKamiokande).

### Гравитоны
Четвёртое фундаментальное взаимодействие, гравитация, также может переноситься бозоном, который был назван гравитоном. При отсутствии как экспериментальной исследованности этого вопроса, так и математически последовательной общепризнанной теории квантовой гравитации, в действительности окончательно не известно, является ли гравитон калибровочным бозоном или нет. Роль калибровочной инвариантности в ОТО играет похожая симметрия — инвариантность диффеоморфизма. (См. Калибровочная теория гравитации).

### Пятая сила
Гипотетическое пятое фундаментальное взаимодействие также может переноситься калибровочным бозоном; возможно, что это частица X17.